# Andrew Watson
Andrew Watson (Georgetown, 24 maggio 1856 – Londra, 8 marzo 1921) è stato un calciatore scozzese, di ruolo difensore.

## Biografia
Probabile figlio illegittimo dello scozzese Peter Miller Watson e della guyanese Anne Rose, nacque a Georgetown, nella Guyana britannica.
Alla morte del padre ereditò £35.000, cifra considerevole per l'epoca che gli garantì la sicurezza economica per il resto della vita. Studiò al King's College London e si iscrisse all'università di Glasgow, divenendo ingegnere: a causa del suo mestiere lavorò in tutto il mondo. Si sposò a Glasgow con la diciassettenne Jessie Armour, deceduta nell'autunno 1882, da cui ebbe due figli, Rupert e Agnes.
Nel febbraio 1887 si risposò con Eliza Kate Tyler, da cui ebbe due figli, Henry e Phyllis.
Per lungo tempo si ritenne che Watson fosse morto in Australia nel 1902 ma successivamente venne accertato deceduto l'8 marzo 1921 a Londra, a causa di una polmonite.

## Carriera

### Club
Inizia a giocare nel Maxwell, per poi passare nel 1876 al Parkgrove, di cui divenne segretario. Fu il primo nero a ricoprire una carica amministrativa nel calcio.
Le sue prestazioni come terzino attirarono l'attenzione del club più importante del momento, venendo così nel 1880 ingaggiato dal Queen's Park, di cui diverrà anche segretario; con gli Spiders vinse tre Scottish Cup.
La militanza nel club di Glasgow fu interrotta nel 1882 per il suo trasferimento a Londra, dove giocò con gli Swifts. Per le sue ottime prestazioni fu invitato a giocare con i Corinthian.
Nell'estate 1887 si trasferì a Liverpool per giocare con il Bootle, con cui raggiunse il quinto turno della FA Cup 1887-1888. Grazie al suo ingaggio al Bootle è forse possibile che Watson sia stato il primo giocatore nero professionista, precedendo l'inglese Arthur Wharton, ma è ignoto se abbia mantenuto il suo stato di dilettante poiché in Scozia era ancora in vigore il dilettantismo.

### Nazionale
Watson esordì nella nazionale scozzese nell'amichevole vinta per 6-1 contro l'Inghilterra; fu il primo nero a giocare con la Tartan Army. In totale Watson giocò tre incontri con la nazionale, di cui i primi due come capitano. 

## Statistiche

### Cronologia presenze e reti in nazionale
| Cronologia completa delle presenze e delle reti in nazionale ― Scozia | Cronologia completa delle presenze e delle reti in nazionale ― Scozia | Cronologia completa delle presenze e delle reti in nazionale ― Scozia | Cronologia completa delle presenze e delle reti in nazionale ― Scozia | Cronologia completa delle presenze e delle reti in nazionale ― Scozia | Cronologia completa delle presenze e delle reti in nazionale ― Scozia | Cronologia completa delle presenze e delle reti in nazionale ― Scozia | Cronologia completa delle presenze e delle reti in nazionale ― Scozia |
| Data                                                                  | Città                                                                 | In casa                                                               | Risultato                                                             | Ospiti                                                                | Competizione                                                          | Reti                                                                  | Note                                                                  |
| --------------------------------------------------------------------- | --------------------------------------------------------------------- | --------------------------------------------------------------------- | --------------------------------------------------------------------- | --------------------------------------------------------------------- | --------------------------------------------------------------------- | --------------------------------------------------------------------- | --------------------------------------------------------------------- |
| 12-3-1881                                                             | Lambeth                                                               | Inghilterra                                                           | 1 – 6                                                                 | Scozia                                                                | Amichevole                                                            | -                                                                     | cap.                                                                  |
| 14-3-1881                                                             | Wrexham                                                               | Galles                                                                | 1 – 5                                                                 | Scozia                                                                | Amichevole                                                            | -                                                                     | cap.                                                                  |
| 11-3-1882                                                             | Glasgow                                                               | Scozia                                                                | 5 – 1                                                                 | Inghilterra                                                           | Amichevole                                                            | -                                                                     |                                                                       |
| Totale                                                                |                                                                       | Presenze                                                              | 1                                                                     |                                                                       | Reti                                                                  | 0                                                                     |                                                                       |

## Palmarès

### Club

#### Competizioni nazionali
- Coppa di Scozia: 4

Queen's Park: 1880-1881, 1881-1882, 1883-1884, 1885-1886

#### Competizioni regionali
- Glasgow Merchants Charity Cup: 3

Queen's Park: 1879–1880, 1880–1881, 1883–1884